# Gierman Zonin
Gierman Siemionowicz Zonin (ros. Герман Семёнович Зонин; ur. 9 września 1926 w Kazaniu, zm. 26 listopada 2021 w Petersburgu) – rosyjski piłkarz, grający na pozycji obrońcy, trener piłkarski.

## Kariera piłkarska

### Kariera klubowa
Wychowanek klubu Dinamo Kazań, w którym w 1945 rozpoczął karierę piłkarską. W 1949 przeszedł do Dinama Leningrad. W 1955 zakończył karierę piłkarską w zespole Trudowyje Riezierwy Leningrad.

## Kariera trenerska
Po zakończeniu kariery piłkarskiej w 1959 trenował Trudowyje Riezierwy Leningrad. Potem pracował z klubami Trud Woroneż, Trudowi Rezerwy Ługańsk, Zoria Woroszyłowgrad, Zenit Leningrad, SKA Rostów nad Donem oraz Dinamo Tbilisi. W latach 1965–1967 prowadził reprezentację Mjanmy, a 1972 reprezentację ZSRR. Również pracował na stanowisku konsultanta trenera w klubach SKA Rostów nad Donem, Eniergija Wołżski oraz Karielija-Erzi Pietrozawodsk.

## Sukcesy i odznaczenia

### Sukcesy trenerskie
- mistrz ZSRR: 1972
- mistrz Pierwoj ligi ZSRR: 1960
- mistrz Ukraińskiej SRR: 1962
- mistrz Igrzysk azjatyckich: 1966
- brązowy medalista (jako pomocnik) Igrzysk Olimpijskich: 1972

### Odznaczenia
- nagrodzony tytułem Mistrza Sportu ZSRR: 1961
- nagrodzony tytułem Zasłużonego Trenera Sportu ZSRR:
- nagrodzony tytułem Zasłużonego Trenera Sportu Ukraińskiej SRR: 1972
- nagrodzony tytułem Zasłużonego Trenera Sportu Rosyjskiej FSRR: 1987